# Compañía Nacional de Chocolates de Perú
Compañía Nacional de Chocolates de Perú es una empresa de alimentos y bebidas con sede en Lima, Perú. Compañía Nacional de Chocolates de Perú S.A. se incorporó 1 de febrero de 2007, como una filial de la empresa Grupo Nutresa del conglomerado colombiano.

## La Marca Winter's
Winter's es una popular marca de chocolates y otros productos del país.  La marca Winter's inicio en 1997 en Lima con Good Foods S.A., marca peruana de chocolates y otros productos alimenticios propiedad de la Compañía Nacional de Chocolates de Perú. La marca Winter's se inició en 1997 con sede en Lima Good Foods, el mayor exportador peruano de chocolates. conglomerado de alimentos. El 1 de febrero de 2007 con base en Colombia Grupo Nacional de Chocolates bien adquirido Foods S.A. y su marca de Winter's de US $ 36 millones de dólares a través de su subsidiaria de la Compañía Nacional de chocolates de Perú, Winter´s da cuenta con más de cuarenta marcas en su cartera de productos. cacaos, modificadores de leche, chocolates, galletas, caramelos, chicles, pastillas, goma de mascar, helados, dulces de crema, malvaviscos, y pan dulce.